# Želmanovce
Želmanovce este o comună slovacă, aflată în districtul Svidník din regiunea Prešov. Localitatea se află la altitudinea de 235 m deasupra n.m., se întinde pe o suprafață de 4,65 km2 și în 2017 număra 331 de locuitori.

## Istoric
Localitatea Želmanovce este atestată documentar din 1371.

## Demografie
| An:                | 1994 | 2004    | 2014   | 2024   |
| ------------------ | ---- | ------- | ------ | ------ |
| Număr de persoane: | 304  | 343     | 337    | 308    |
| Diferență:         |      | +12,82% | −1,74% | −8,60% |

| An:                | 2023 | 2024   |
| ------------------ | ---- | ------ |
| Număr de persoane: | 310  | 308    |
| Diferență:         |      | −0,64% |